# Les Sièges
Les Sièges is een gemeente in het Franse departement Yonne (regio Bourgogne-Franche-Comté) en telt 447 inwoners (1999). De plaats maakt deel uit van het arrondissement Sens.

## Geografie
De oppervlakte van Les Sièges bedraagt 23,3 km², de bevolkingsdichtheid is 19,2 inwoners per km².
De onderstaande kaart toont de ligging van Les Sièges met de belangrijkste infrastructuur en aangrenzende gemeenten.

## Demografie
Onderstaande figuur toont het verloop van het inwonertal (bron: INSEE-tellingen).